# Tour Pitrat
Pour les articles homonymes, voir Pitrat.
La Tour Pitrat est une tour d'observation située à Lyon sur le plateau de La Croix-Rousse. Elle fut construite en 1827 et 1828 par Antoine-Mathieu Pitrat (1776-1859) et détruite en 1874 pour raison de sécurité.

## Histoire
Deux tours aux ambitions très différentes se sont succédé sur le même emplacement, la première s'étant effondrée au cours de sa construction en 1828.

### La première tour, inachevée (1827-1828)

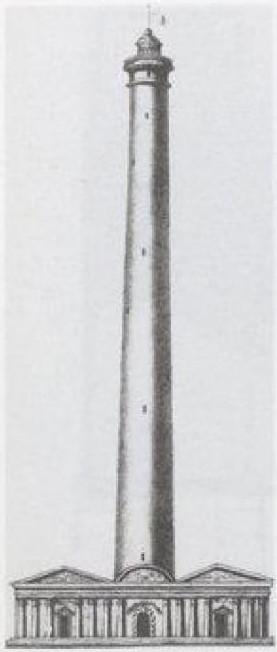
Le projet inabouti de 1827.

Antoine-Mathieu Pitrat, ancien épicier devenu entrepreneur en maçonnerie (il a fait bâtir notamment plusieurs immeubles rue Sala), possède le terrain et ses bâtiments ainsi que le café situé à proximité, dans le quartier anciennement appelé « le Mont-Sauvage ».
Il entame la construction de la tour, destinée à servir d'observatoire, en 1827. Elle doit atteindre 100 mètres de haut et devenir le point culminant de Lyon : un journal de l'époque calcule qu'elle dépassera d'environ 114 pieds métriques - soit un peu moins de 38 mètres - le clocher de la chapelle de Fourvière. La forme prévue est légèrement conique, avec environ 9 mètres de diamètre à la base et 6 mètres à la cime, coiffée d'un édicule évoquant un « temple égyptien ».
Le creusement du sol pour établir les fondations met au jour des puits, des voûtes et des vestiges de fortifications, attribués par François Artaud à la citadelle de Lyon.
La conception de l'édifice est l'objet de nombreuses critiques : son diamètre est jugé insuffisant de même que la qualité du mortier et des matériaux utilisés, des pierres de récupération provenant d'une carrière abandonnée et de l'ancien rempart de la Croix-Rousse détruit en 1793,,.
De début septembre 1827 à début mars 1828, la construction est interrompue : la tour a alors atteint une hauteur trop élevée pour les appareils de levage de matériaux utilisés jusqu'alors, qui doivent être remplacés. En attendant, une plate-forme est provisoirement aménagée au sommet pour les visiteurs et Pitrat fait construire une buvette au pied de l'ouvrage.
Le 27 août 1828, la tour s'effondre alors qu'elle avait atteint environ 50 mètres de haut, causant le possible décès (sources contradictoires) de Lorette Guinet âgée de 5 ans ainsi que de gros dégâts aux alentours.
L'économiste Adolphe Blanqui assiste à l'écroulement de l'édifice, qu'il venait de visiter :

« Tout à coup, à peine étions-nous parvenus au pied de la colline, un bruit terrible se fait entendre, un nuage de poussière s'élève dans les airs : la tour Pitrat venait de s'écrouler, écrasant dans sa chute la moitié d'une maison voisine... Heureusement les ouvriers, effrayés du craquement des clés de fer arrachées de leurs solives par la force centrifuge, s'étaient hatés de prendre la fuite et de mettre leur vie en sûreté. Huit minutes après leur départ, la tour n'existait plus. Sur tous les points de la ville d'où on l'apercevait habituellement, la surprise fut bientôt générale : « Où est la tour Pitrat ? disaient les uns ; mais qu'est donc devenue la tour de M. Pitrat ? criaient les autres, en se frottant les yeux ; nous ne la voyons plus ! » Pour moi, tandis que les uns cherchaient encore l'édifice, et que la plupart riaient de sa chute, je remerciai le ciel de nous avoir départi le rôle modeste de spectateur dans cette étrange catastrophe. »

### La seconde tour (1828-1875)

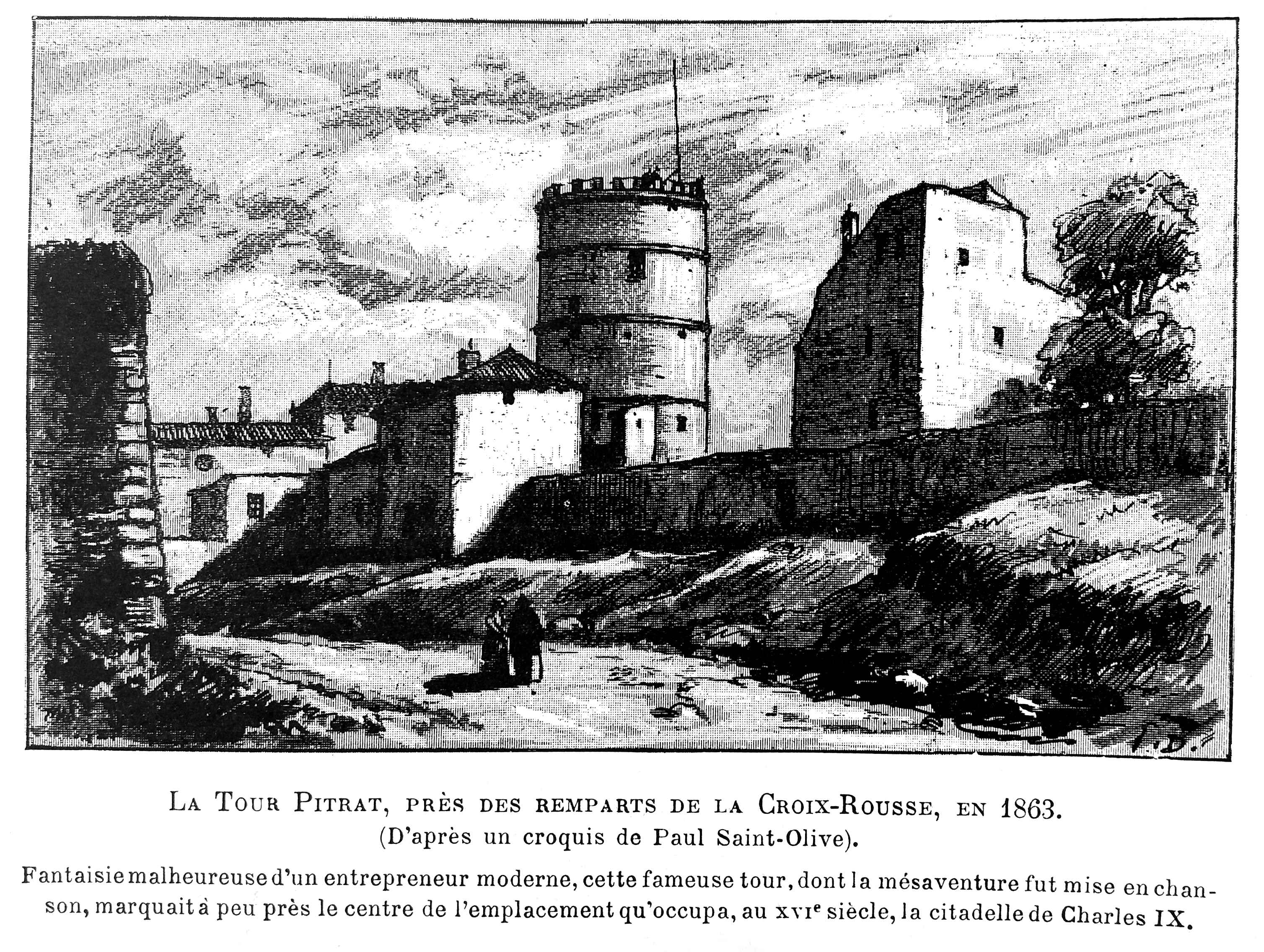
La Tour Pitrat par Joannès Drevet.

La tour est aussitôt reconstruite mais ne dépasse pas les 25 mètres. Un temps il est envisagé d'en faire un relais de télégraphe Chappe mais l'idée est abandonnée.
Antoine-Mathieu Pitrat émigre aux États-Unis en 1840, où il s'installe avec sa famille et décède en 1859.
En 1845, il vend la tour à M. Fournier, négociant. Ce dernier y installe un restaurant comprenant « un salon de 100 couverts, une salle de bal ou de concert pouvant réunir 200 personnes, une rotonde et un divan-belvédère ». Il fonde également à proximité immédiate un établissement nommé Les Délices de Beauregard, officieusement une maison-close.
En 1856, les Sœurs de saint François d'Assise de Lyon reprennent les lieux. Elles sont alors connues comme les Sœurs de la Tour Pitrat.

En 1875, la tour est détruite pour raison de sécurité. Son empreinte au sol reste visible jusqu'à 1909 et la construction de la clinique Saint-François.

## Raison de la construction
Antoine-Mathieu Pitrat désirait faire de sa tour un observatoire terrestre et astronomique. Ses motivations, outre la gloire personnelle, semblent avoir été à la fois d'ordre philanthropique et commercial. Selon les propos du maître d'œuvre rapportés par Adolphe Blanqui en 1828, un cabinet de curiosités devait être aménagé en dessous de l'observatoire et l'entrée de la tour une fois achevée aurait coûté 3 francs la première année puis 50 centimes les années suivantes. D'après le Journal du commerce de la ville de Lyon du 29 août 1828, le promoteur espérait finalement un revenu au moins deux fois supérieur au coût de la construction.
Contrairement à ce que prétend une légende très répandue, rien ne permet d'affirmer que Pitrat avait pour but d'observer Marseille du haut de sa tour. L'ambition plus « modeste » évoquée en 1827 était de permettre de « distinguer un être vivant se mouvoir à 25 lieues », soit 100 kilomètres. Vingt ans après, cette distance est presque triplée et l'on attribue au promoteur l'intention d'avoir voulu « avec une bonne lunette, voir entrer et sortir les vaisseaux du port de Marseille ». Pour renforcer l'aspect « galéjade » de cette version, Pitrat est présenté par la suite comme d'origine marseillaise, alors qu'il était en fait natif de Givors.

## Localisation
La tour était située  au niveau du 17 rue Saint-François d'Assise, "1831 B dite de La Tour Pitra 146" au cadastre.

## Hommages
La rue où se trouvait la tour se nommait « rue de la Tour Pitrat », avant d'être rebaptisée « rue Saint-François-d'Assise » en 1858.
Un hebdomadaire satirique lyonnais appelé La Tour-Pitrat est paru durant l'année 1865.
Une chanson populaire en lyonnais évoque l'effondrement du 27 août 1828 :
Babolat, sais-tu la nouvelle ?

La tour Pitrat vient d’abouser !

Bah ! Je crois que tu veux te gausser,

N’y a qu’un moment j’étais sur elle

Où je voyais le soleil de près,

Et comment qu’il avait le nez fait. […]

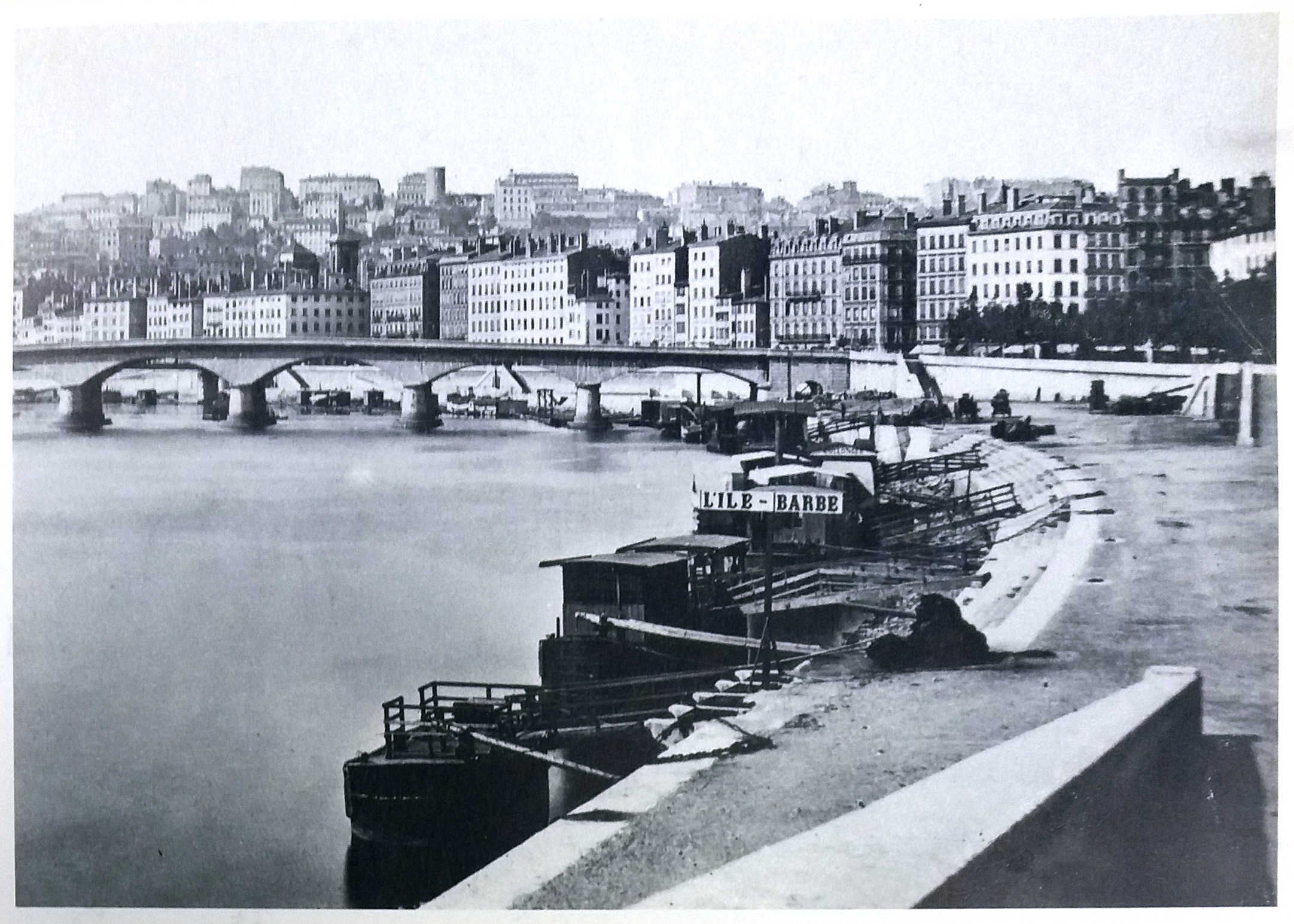
Photographie du pont du Change vers 1870 ; on aperçoit la Tour Pitrat au loin.